# بيت السراجي (بني حشيش)

تعديل مصدري - تعديل

بيت السراجي هي إحدى قرى عزلة الأبناء بمديرية بني حشيش التابعة لمحافظة صنعاء، بلغ تعداد سكانها 843 نسمة حسب تعداد اليمن لعام 2004.